# Attaque de l'EC-121 de 1969
Une attaque d'un EC-121 a lieu le 15 avril 1969 lorsqu'un avion de surveillance radar Lockheed EC-121 Warning Star américain du 1er escadron de reconnaissance aérienne (VQ-1 (en)) est abattu lors d'une mission de reconnaissance par un MiG-21 nord-coréen au-dessus de la mer du Japon. L'avion s'écrase à 167 km des côtes de la Corée du Nord et ses 31 membres d'équipage (trente marins et un marine) sont tués, ce qui constitue la plus grande perte individuelle d'un équipage américain durant la guerre froide.
L'avion était un Lockheed L-1049 Super Constellation modifié et était équipé d'un radar de fuselage, et ses tâches principales étaient de mener une patrouille de reconnaissance à longue portée, d'établir une surveillance électronique et de servir de lanceur d'alerte.
L’administration Nixon ne prit pas de représailles contre la Corée du Nord, hormis l'envoi d'un groupe aéronaval dans la mer du Japon quelques jours plus tard, et qui fut rapidement retiré. Les États-Unis reprennent les vols de reconnaissance une semaine plus tard pour montrer qu'ils n'étaient en rien intimidés par l'action nord-coréenne, tout en évitant une confrontation directe.

## VolHaute mer 129(Deep Sea 129)

### MissionOmbre mendiante
Le nom de code Ombre mendiante (Beggar Shadow) est utilisé pour décrire le programme de reconnaissance de la marine américaine dans les années 1960 visant à recueillir des renseignements sur les communications entre les nations du bloc soviétique tout en restant en sécurité (du moins selon les lois internationales) dans les eaux internationales.
Le mardi 15 avril 1969, à 7h00 heure locale, un EC-121M du 1er escadron américain de reconnaissance aérienne (VQ-1 (en)) décolle du terrain aéronaval d'Atsugi au Japon pour une mission de reconnaissance visant à collecter des informations. L'appareil, numéro 135749, c/n 4316, porte le code de queue (en) PR-21 et utilise l'indicatif d'appel radio Haute mer 129 (Deep Sea 129). À bord se trouvent huit officiers et 23 hommes enrôlés volontaires sous le commandement du lieutenant commander James Overstreet. Neuf d'entre eux, dont un sous-officier des Marines, font partie du groupe de sécurité naval de techniciens cryptologiques (en) et d'interprètes en russe et coréen.
Haute mer 129 est assigné à une mission de routine du signal Ombre mendiante. Son profil de vol consiste à décoller d'Atsugi, à se diriger vers le Nord-Ouest au-dessus de la mer du Japon en direction de la pointe Musu puis de virer vers le Nord-Est en direction de l'Union soviétique et de parcourir une trajectoire en ellipse longue de 222 km. Une fois la mission achevée, l'appareil devra atterrir à la base aérienne d'Osan en Corée du Sud. Les ordres fournis à l'officier Overstreet comprennent l'interdiction de s'approcher à moins de 90 km de la côte nord-coréenne. L'escadron VQ-1 utilise cette route et cette ellipse depuis deux ans, et la mission est classée comme étant à « risques minimes ». De janvier à mars 1969, près de 200 missions semblables sont menées sans incident par des avions de reconnaissance américains au large de la côte est de la Corée du Nord.
Ces missions, bien qu'elles soient nominalement placées sous le commandement de la Septième flotte et du Commandement Pacifique des États-Unis, sont menées par un détachement du groupe de sécurité navale de la base navale de Kamiseya (en) au Japon, sous la direction de l'agence de sécurité de l'armée américaine (en).
La mission est suivie par toute une série d'agences de sécurité du département de la Défense des États-Unis, qui sont pré-briefés sur l'opération, ainsi que par les radars terrestres des forces aériennes américaines en Corée du Sud et au Japon. Le 6918ème escadron de sécurité de la station aérienne de Hakata, le 6988ème escadron de sécurité de la base aérienne de Yokota, et le 1er détachement de la 6922ème section de sécurité de la base aérienne d'Osan surveillent la réaction nord-coréenne en interceptant ses transmissions radar de défense aérienne. La station d'interception de communications de l'agence de sécurité de l'armée américaine à Osan écoute le trafic radio de la défense aérienne nord-coréenne et le groupe de sécurité navale à Kamiseya, qui fournit sept des neuf techniciens en cryptologie à bord du Haute mer 129, intercepte également les transmissions radars des forces aériennes soviétiques.

### Interception et attaque
Peu de temps après son arrivée au-dessus de la mer du Japon (mer de l'Est pour les Coréens), à 10h35, la Corée du Nord réagit à la présence de l'EC-121, mais pas de manière à compromettre la mission. À 12h34, environ six heures après le début de la mission, l'agence de sécurité de l'armée américaine et les radars en Corée du Sud détectent le décollage de deux MiG-21 de la force aérienne populaire de Corée depuis l'Est du Tongchong-ni près de Wonsan et suivent leur trajectoire, supposant qu'ils répondent d'une certaine manière à la mission de Haute mer 129. Dans le même temps, l'EC-121 transmet un rapport d'activité comme prévu par radio à 13h00 dans lequel il n'indique rien d'arnomal, mais il s'agit du dernier message envoyé par l'appareil. Vingt-deux minutes plus tard, les radars perdent le signal des MiGs jusqu'à 13h37 où il apparaît qu'ils se trouvent à proximité de Haute mer 129, probablement pour l'intercepter.
Les communications que cette activité générent dans le réseau de la sécurité nationale sont surveillées par l'unité opérationnelle de l'EC-121, VQ-1, qui lui envoie à 13h44 une alerte de « condition 3 » par radio, indiquant qu'il pourrait subir une attaque. L'officier à bord, J. Overstreet, prend connaissance de l'avertissement et suit la procédure en annulant la mission et en ordonnant de revenir à la base. S'approchant depuis la côte nord-est de la Corée du Nord à une vitesse supersonique, les MiGs rattrapent facilement l'EC-121, qui ne peut rien faire face à leur « avertissement ». Ils sont armés de canons 23mm et de 2 missiles AA-2 Atoll. L'EC-121 est quant à lui désarmé et ne dispose d'aucune escorte. À 13h47, les traces radars des MiGs fusionnent avec celle de Haute mer 129, qui disparaît des radars deux minutes plus tard. Les MiGs ont abattu l'EC-121 et, alors que les détails de l'incident n'ont jamais été diffusés au public, il est supposé qu'un missile air-air a été utilisé car la presse nord-coréenne mentionne que l'avion a été abattu en un « seul tir ».

## Réactions

### Réaction initiale nord-coréenne
Immédiatement après l'attaque, les forces nord-coréennes entrent en état d'alerte. Les médias nationaux diffusent leur version des événements deux heures après l'incident. Se référant à l'EC-121 sous les termes de l'« avion de l'armée insolente des agresseurs impérialistes américains », ils l'accusent d'avoir mené une « reconnaissance après s'être infiltré profondément dans l'espace aérien territorial ». Il qualifie l'incident de « brillante bataille victorieuse d'un seul coup qui a fait pleuvoir le feu de la vengeance ».

### Réaction initiale américaine
Tout d'abord, aucune agence ne s'alarme car les procédures dans ce cas indiquent que l'EC-121 doit descendre rapidement en dessous de la couverture radar, et Overstreet ne transmet ainsi donc pas que l'appareil a été attaqué. Quand il ne réapparaît pas au bout de dix minutes, VQ-1 demande l'envoi de deux intercepteurs F-106 pour effectuer une patrouille aérienne de combat pour l'EC-121.
À 14h20, l'agence de sécurité de l'armée communique sa plus grande préoccupation. Elle envoie d'abord un message FLASH (message hautement prioritaire à traiter dans les six minutes) indiquant que Haute mer 129 a disparu, puis à 14h44, un heure après l'attaque, elle envoie un message CRITIC (la plus haute priorité, à traiter dans les deux minutes) à six destinataires à l'Autorité de commandement nationale, dont le Président Richard Nixon et le Conseiller à la sécurité nationale Henry Kissinger.
Nixon considère l'attaque comme une surprise totale et a du mal à l'expliquer. L'administration américaine et les membres du Conseil de sécurité nationale sont également incapables de comprendre l'attaque.

### Réaction soviétique
Malgré la période de hautes tensions de la Guerre froide, l'Union soviétique participe rapidement aux efforts de recherches. Deux destroyers soviétiques sont envoyés dans la mer du Japon, et leur aide met en évidence la désapprobation de Moscou pour cette attaque.

## Réponse américaine

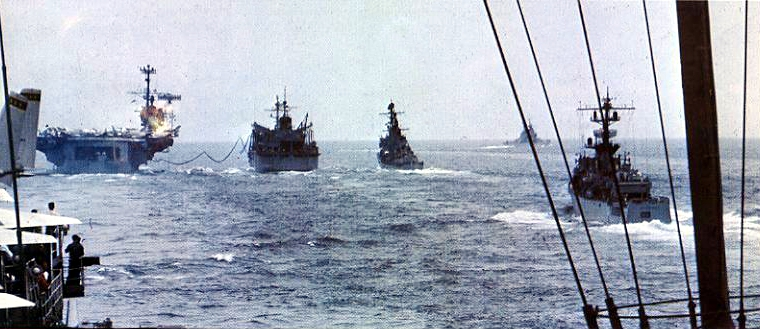
Navires de la Force d'intervention 71 au large de la Corée en avril 1969.

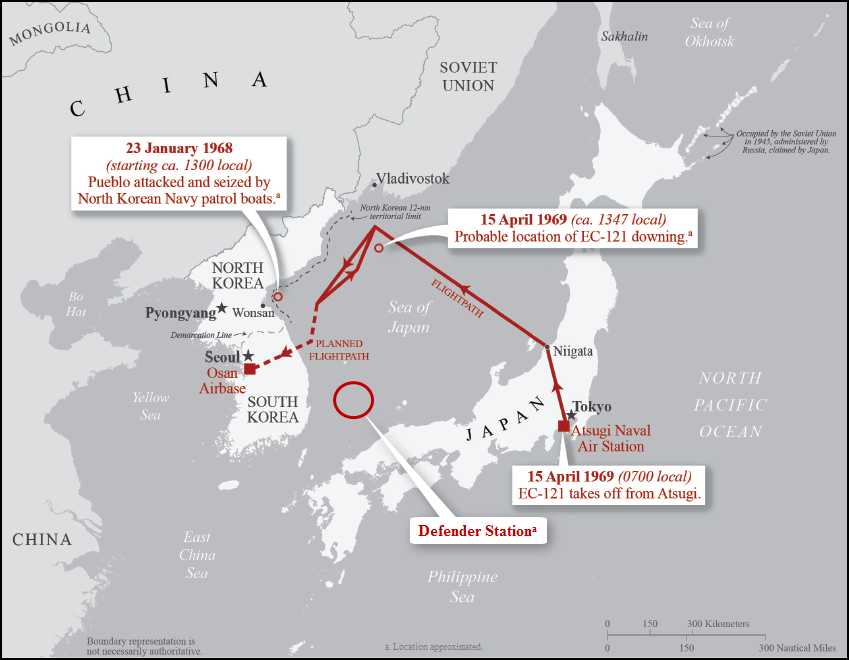
Carte montrant la position de la station de défense.

Les États-Unis répondent en activant la Force d'intervention 71 (TF-71) pour protéger les futurs vols au-dessus de ces eaux internationales. Initialement, elle comprend les porte-avions Enterprise, Ticonderoga, Ranger, et Hornet, accompagnés d'un groupe de croiseurs et de destroyers comprenant entre autres le cuirassé New Jersey. Les navires de la force d'intervention 71 arrivent principalement d'Asie du Sud-Est. Ce déploiement de force dans la région est l'un des plus grands depuis la guerre de Corée.
Après l'attaque, certains politiciens, dont le représentant Mendel Rivers, demandent des représailles contre la République démocratique populaire de Corée. Le 16 avril, le Conseil de sécurité nationale prend en considération les options suivantes :
- Une démonstration de force par les forces navales et aériennes.
- Une reprise des missions des EC-121 avec escortes.
- Des « actions militaires de combat » telles que :
  - La destruction d'un avion nord-coréen survolant la mer.
  - Des frappes aériennes ciblées contre une cible militaire.
  - Un bombardement de cibles militaires situées sur le rivage.
  - Des raids terrestres dans la zone coréenne démilitarisée.
  - Une attaque de cibles militaires situées près de la zone démilitarisée par de l'artillerie ou des missiles.
  - Des attaques de navires de guerre nord-coréens par des sous-marins américains.
  - Un blocus.
  - Miner ou menacer de miner les eaux nord-coréennes.
  - La saisie d'actifs nord-coréens à l'étranger.

En plus de ces options, les chefs d’état-major interarmées préparent plusieurs plans pour bombarder l'aérodrome de Sondok (le terrain d'aviation Song Dong Ni) et de Wonsan. Selon le plan principal, les bombardiers attaqueraient les aérodromes en pleine nuit. Le Commandement Pacifique des États-Unis (CINCPAC) propose de positionner des navires, disposant de missiles capables d'abattre des avions, dans la mer du Japon avec l'ordre de détruire tout appareil nord-coréen, de saisir les navires nord-coréens s'aventurant dans les eaux internationales (bateaux de pêche, etc.) et d'effectuer des tirs sur le rivage (en particulier près de Wonsan).
Aucune action n'est finalement effectuée contre la Corée du Nord dans les jours suivant l'attaque. La nouvelle administration Nixon a peu ou pas d'informations sur l'emplacement et la disponibilité des forces américaines et nord-coréennes, car elle connaît des difficultés à communiquer avec celles du Pacifique. Au moment où cette information est transmise aux chargés de la planification, il est déjà trop tard pour réagir. Nixon et le Secrétaire d'État Henry Kissinger expriment leur honte de l'issue de l'incident, et Kissinger déclare que « notre conduite dans la crise de l'EC-121 était faible, indécise et désorganisée ». Une fois qu'il est clairement apparu qu'aucune action ne serait prise contre la Corée du Nord, Nixon promet qu' « ils [les Nord-Coréens] ne s'en sortiront jamais », et ordonne une « reprise des vols de reconnaissance ».

### Force d'intervention 71 (1969)
| Groupe des porte-avions | Groupe des porte-avions        | Force d'écran             | Force d'écran                           | Force d'écran                | Force d'écran                        |
| Porte-avions            | Escadre aérienne embarquée     | Cuirassés/Croiseurs       | Destroyer leader/à missiles guidés (en) | Destroyers                   | Destroyers/Destroyers d'escorte (en) |
| ----------------------- | ------------------------------ | ------------------------- | --------------------------------------- | ---------------------------- | ------------------------------------ |
| USS Enterprise          | 9e escadre aérienne embarquée  | USS New Jersey (BB-62)    | USS Sterett (en)                        | USS Meredith (en)            | USS Gurke (en)                       |
| USS Ranger (CVA-61)     | 2e escadre aérienne embarquée  | USS Chicago (CG-11)       | USS Dale (en)                           | USS Henry W. Tucker (en)     | USS Lyman K. Swenson (en)            |
| USS Ticonderoga         | 16e escadre aérienne embarquée | USS Oklahoma City (CLG-5) | USS Mahan (en)                          | USS Perry (en)               | USS John W. Weeks (en)               |
| USS Hornet              | Groupe aérien 57               | USS Saint Paul (CA-73)    | USS Parsons (en)                        | USS Ernest G. Small (en)     | USS Radford (DD-446)                 |
| ——                      | ——                             | ——                        | USS Lynde McCormick (en)                | USS Shelton (en)             | USS Davidson                         |
| ——                      | ——                             | ——                        | ——                                      | USS Richard B. Anderson (en) | ——                                   |

| Large aircraft carrier with boxy island superstructure and numerous aircraft on its flight deck. |
| USS Enterprise, navire amiral.                                                                   |

| Large aircraft carrier with numerous aircraft on its flight deck. |
| USS Ranger (CVA-61).                                              |

| Medium-size aircraft carrier with numerous aircraft on its flight deck. |
| USS Ticonderoga.                                                        |

| Medium-size aircraft carrier with numerous aircraft on its flight deck. |
| USS Hornet.                                                             |

| Large heavily-gunned warship/ |
| USS New Jersey (BB-62).       |

| Medium-size missile-armed warship. |
| USS Chicago (CG-11).               |

## Motivation de l'attaque
Quelques théories ont été suggérées pour expliquer l'attaque de l'EC-121, mais toutes s'accordent sur le caractère déloyal de la Corée du Nord. Nixon et son administration supposaient que le pays se comporterait selon les normes du droit international. Comme lors de la capture de l'USS Pueblo, Pyongyang pris des mesures contre l'avion EC-121 malgré le fait qu'il soit bien en dehors du territoire nord-coréen.
D'autres sources affirment que cette attaque peut avoir eu lieu en l'honneur de Kim Il-sung, car son anniversaire tombe le 15 avril, mais il n'existe pas suffisamment de preuves pour étayer cette déclaration.
Certains pensent également que ce pourrait être un tir accidentel, mais beaucoup sont en désaccord avec cela en raison de la rapidité de la couverture médiatique en Corée du Nord ainsi que de sa version selon laquelle l'avion serait entré dans l'espace aérien nord-coréen. Finalement, aucune information suffisante n'a jamais filtré hors de la Corée du Nord pour connaître le véritable motif.

## Importance historique
Afin de bien comprendre cet incident, il faut tenir compte des incidents de relations extérieures nord-coréens passés et présents. Il est habituel pour les médias nord-coréens de présenter les violations du pays au droit international comme des menaces étrangères contre la sécurité nationale. Ces autres événements suivants permettent de comprendre les actions de la Corée du Nord, car les motivations réelles sont inconnues. De nombreuses violations internationales impliquant la Corée du Nord suivent un déroulement similaire et démontrent une nature manipulatrice du régime de la dynastie Kim dans leurs relations avec les pays étrangers. Les faibles réponses américaines sont également habituelles.

### Incident de l'USSPueblo
La capture de l'USS Pueblo en 1968 est un autre incident international, impliquant à nouveau les États-Unis, lors duquel des navires nord-coréens attaquent un navire de recherche dans les eaux internationales. Une approche médiatique similaire est prise et la population nord-coréenne reçoit une version de propagande de l'incident.
Les gouvernements des États-Unis et de Corée du Sud expriment tous deux leur indignation, et beaucoup de citoyens exigent des représailles à l'attaque. Dans l'immédiat, rien n'est fait, et ce n'est qu'après onze mois de négociations et des excuses embarrassantes des États-Unis à la Corée du Nord que les membres d'équipage capturés sont libérés. Une fois l'équipage mis en sécurité en Corée du Sud et que Washington ait appris la brutalité de ses conditions de détention, les excuses sont annulées.
L'Union soviétique soutient publiquement que la Corée du Nord était en pleine Guerre froide, mais beaucoup en privé désapprouvent l'attaque, tandis que les relations avec l'autre géant communiste, la Chine populaire, restent inchangées.

### Incident du peuplier
En 1976, les Nord-Coréens affrontent les forces américano-sud-coréennes lors de l'« incident du peuplier ». Les forces de Corée du Sud commencent à abattre un arbre près de la zone coréenne démilitarisée. Les gardes nord-coréens répondent alors avec une hostilité étonnante, provoquant une violente échauffourée qui provoque la mort de deux soldats américains. La version nord-coréenne de l'événement dépeint comme d'habitude les forces américaines et sud-coréennes comme les agresseurs, et cet incident mène presque à une seconde guerre de Corée.
Contrairement aux autres incidents, le gouvernement nord-coréen s'excuse finalement auprès des gouvernements sud-coréen et américain pour l'incident, mais les relations entre les trois pays restent tendues.